# Chaetonotus larus
Chaetonotus larus är en djurart som tillhör fylumet bukhårsdjur, och som först beskrevs av Müller 1773.  Chaetonotus larus ingår i släktet Chaetonotus och familjen Chaetonotidae. Inga underarter finns listade i Catalogue of Life.